# Pilosocereus ulei
Pilosocereus ulei är en kaktusväxtart som först beskrevs av Karl Moritz Schumann och fick sitt nu gällande namn av Ronald Stewart Byles och Gordon Douglas Rowley. 
Pilosocereus ulei ingår i släktet Pilosocereus och familjen kaktusväxter. Inga underarter finns listade i Catalogue of Life.